# Aora maculatus
Aora maculatus är en kräftdjursart. Aora maculatus ingår i släktet Aora och familjen Aoridae. Inga underarter finns listade i Catalogue of Life.